# Nyikolaj Alekszandrovics Bulganyin
Nyikolaj Alekszandrovics Bulganyin (oroszul: Никола́й Алекса́ндрович Булга́нин; 1895. június 11. – 1975. február 24.) orosz nemzetiségű szovjet politikus, 1947 és 1949, illetve 1953 és 1955 között honvédelmi miniszter, 1955. február 8-ától leváltásáig, 1958. március 27-éig a Szovjetunió Minisztertanácsának elnöke.

## Élete
Bulganyin Nyizsnyij Novgorodban született, apja tisztviselő volt. 1917-ben belépett az Oroszországi Szociáldemokrata Munkáspártba, a bolsevik frakcióhoz csatlakozva. A Nagy Októberi Szocialista Forradalom után, 1918-ban a CSEKA tisztje lett. 1931-től a Moszkvai Városi Tanács, 1937 és 1938 között pedig az Oroszországi SZSZSZK Népbiztosai Tanácsának elnöke volt. 1938 és 1941 között a Szovjetunió Állami Bankjának igazgatósági elnöki tisztségét és a SZU Népbiztosok Tanácsának elnökhelyettesi posztját töltötte be. 1939-ben bekerült a párt Központi Bizottságába. 1944-től a Honvédelmi Tanács tagja.
1947-ben a fegyveres erők minisztere lett Sztálin utódaként, aki addig a Minisztertanács elnökeként a minisztériumot is vezette. Civil politikusként azért esett rá Sztálin választása, mert a háború után szükségesnek látta a nagy népszerűségre és hatalomra szert tett katonai vezetők feletti ellenőrzésének megerősítését. Bulganyin az év végén megkapta a legmagasabb katonai rendfokozatot, a Szovjetunió marsallja lett. 1948-ban bekerült a Politikai Bizottságba is. 1949-ben a minisztérium élére egy katona, Vaszilevszkij marsall került a helyére, „csupán” a Minisztertanács elnökhelyettesi posztját tartotta meg.
A Sztálin halálát követő hatalmi harcban Hruscsovot támogatta. 1953-tól ismét az átszervezett Honvédelmi Minisztérium vezetője lett, majd 1955-től a Minisztertanács elnöke.
1957-ben azonban csatlakozott azokhoz, akik az SZKP Elnökségében Hruscsov megbuktatására készültek. A csoport lelepleződése után 1958-ban le kellett mondania a miniszterelnökségről, kikerült a párt elnökségéből, majd megfosztották marsalli rendfokozatától is. 1961-től már a Központi Bizottságnak sem volt tagja. 1975-ben, néhány hónappal a 80. születésnapja előtt hunyt el Moszkvában.

## Művei magyarul
- A Nagy Októberi Szocialista Forradalom 33. évfordulója. Beszéd a Moszkvai Szovjet 1950 nov. 6-án tartott ünnepi ülésén; Szikra, Bp., 1950 (Nemzetközi kérdések)
- Beszéd az SzKbP 19. kongresszusán. 1952 október 8.; Politikai Kiadó, Bukarest, 1952
- Lenin és Sztálin zászlaja alatt, híven Klement Gottwald művéhez, előre a szocializmushoz. A. Zápotocký, N. A. Bulganyin, V. Sˇiroký beszédei Kl. Gottwald temetésén Prágában, 1953. márc. 19-én; Politikai Kiadó, Bratislava, 1953
- Beszéd a Szovjetunió Legfelső Szovjetje Szövetségi Szovjetjének és Nemzetiségi Szovjetjének együttes ülésén. 1955. február 9.; Állami Politikai Kiadó, Bukarest, 1955
- Az indiai, burmai és afganisztáni útról. Jelentés a Szovjetunió Legfelsőbb Szovjetje ülésszakán 1955. dec. 29-én; Állami Politikai Kiadó, Bukarest, 1956
- Az iparfejlesztés feladatairól; Szikra, Bp., 1955
- A genfi négyhatalmi kormányfői értekezlet eredményei; Szikra, Bp., 1955 (Nemzetközi kérdések)
- Az SZKP 20. Kongresszusának irányelvei a Szovjetunió 1956-1960. évi hatodik ötéves népgazdaságfejlesztési tervéhez; Állami Politikai Kiadó, Bukarest, 1956
- Chivu Stoica–N. A. Bulganyin: Nyilatkozat a Román Népköztársaság és a Szovjetunió kormányküldöttségeinek tárgyalásairól. Chivu Stoica elvtárs rádióbeszéde a román-szovjet tárgyalások eredményeiről; Állami Politikai Kiadó, Bukarest, 1956
- N. A. Bulganyin–N. Sz. Hruscsov: Indiai, burmai és afganisztáni beszédek; Szikra, Bp., 1956
- N. A. Bulganyin–N. Sz. Hruscsov: Az indiai, burmai és afganisztáni út; Szikra, Bp., 1956
- Az indiai diadalút. N. A. Bulganyin és N. Sz. Hruscsov történelmi látogatása Indiában; Országos Béketanács, Bp., 1956
- Beszámoló a hatodik ötéves terv irányelveiről; Szikra, Bp., 1956
- A Szovjetunió Kommunista Pártjának 20. kongresszusa. Az SZKP 20. kongresszusának irányelvei a Szovjetunió 1956-1960-as népgazdaság-fejlesztési hatodik ötéves tervéről; Szovjetunió Kommunista Pártja, Bratislava, 1956
- Nikolaj Alekszandrovics Bulganin: Békeüzenetek; Országos Béketanács, Bp., 1957